# Adolfo Bonilla
Adolfo Bonilla y San Martín (Madrid, 23 de septiembre de 1875-Madrid, 17 de enero de 1926) fue un jurista, filólogo, filósofo y crítico español.

## Biografía
Nació el 23 de septiembre de 1875 en Madrid. Su padre, Saturnino Bonilla Sevilla natural de El Provencio, era comandante de Caballería; su madre, Patrocino San Martín Arrieta de Albacete, sobrina del compositor Emilio Arrieta, quien fue padrino del famoso erudito. Como su padre fue destinado a La Mancha, estudió el bachillerato en el Instituto de Ciudad Real, con lo cual ya fue aficionándose a las obras de Cervantes. Estudió dos carreras, Derecho y Filosofía y Letras, en la Universidad Central, donde conoció a su mentor, Marcelino Menéndez Pelayo, cuyas Obras completas cuidó de editar; en 1896, con solo veintiún años, se doctoró en Derecho y en Filosofía con tesis sobre Teoría y concepto del derecho y Luis Vives y sus tres libros "De anima et vita". En 1898 era ya secretario primero de la Sección de Ciencias Morales y Políticas del Ateneo de Madrid, en cuya Escuela de Estudios Superiores trabajó.
Tradujo en 1901 la Historia de la literatura española desde los orígenes hasta el año 1900 del hispanista James Fitzmaurice-Kelly. Al mismo tiempo se desempeña como abogado y lleva la secretaría de cursos del Ateneo; es más, traduce el Ion de Platón bajo el pseudónimo de Afanto Ucalego. En marzo de 1903 obtiene la Cátedra de Derecho Mercantil de la Universidad de Valencia, de donde lucha por salir para volver a Madrid. Lo logró en 1904 con una comisión de servicios en el Instituto de Reformas Sociales. Por fin consigue su ansiada cátedra de Historia de la filosofía en 1905 en la Universidad Central y edita sus primeros libros de caballerías, Baladro de Merlin, Demanda del Sancto Grial, Tristán de Leonís y Tablante de Ricamonte. Mantiene algunos rifirrafes eruditos con el acreditado Emilio Cotarelo y Mori. En abril de 1910 es elegido académico de la Historia y en octubre de 1910 toma parte en el tribunal que concede a José Ortega y Gasset la cátedra de Metafísica de la Universidad Central, vacante tras el fallecimiento de Nicolás Salmerón. En el verano de 1911 empieza a preparar la edición de las Obras completas de Menéndez Pelayo. Por entonces ya lleva editados dos tomos de su Historia de la filosofía española, y en otoño viaja a Londres y París para curiosear en las bibliotecas sobre libros de caballerías y de filosofía española. Murió su maestro Menéndez Pelayo en 1912. Dos años después publica en Madrid el que considera el mejor de sus trabajos filosóficos, los Coloquios filosóficos. Proteo o del devenir.
En 1921, es elegido miembro de la Real Academia Española, ostentando el sillón "A". En abril de 1924 emprendió un largo viaje alrededor del mundo (Estados Unidos, Hawái, Japón, China, India y Egipto) y el 21 de febrero de 1925 se casó con María Luisa Terson de Paleville y Espinosa. Pero regresó enfermo y aún empeoró más tras otro viaje a La Habana, en mayo de 1925, para asistir a la toma de posesión del presidente Machado, pues había sido nombrado embajador extraordinario por el dictador Primo de Rivera. A la vuelta se le añadió una disentería y terminó asistido con respiración mecánica hasta que murió el domingo 17 de enero de 1926, a los cincuenta años
Catedrático de derecho y filosofía, fue uno de los más prestigiosos discípulos de Marcelino Menéndez Pelayo, con quien intercambió un interesante Epistolario. Su actividad literaria, muy abundante y diversa, se dirigió esencialmente en dos sentidos: ediciones críticas y estudios de textos clásicos, e historia de la filosofía. Entre las obras del primer grupo cabe destacar sus ediciones del Libro de los engannos e asayamientos de las mujeres, El diablo cojuelo de Luis Vélez de Guevara, diversos libros de caballerías y las Obras completas de Miguel de Cervantes, en colaboración con el hispanista estadounidense Rudolph Schevill. Escribió en colaboración con su íntimo amigo Mariano Miguel de Val reediciones de teatro clásico bajo el seudónimo Martín de Samos. Su obra filosófica fue eminentemente histórica y crítica. Entre los libros de esta índole destacan sus estudios sobre Juan Luis Vives (Luis Vives y la filosofía del Renacimiento (1903) y Erasmo en España (en Revue Hispanique, XVII), El mito de Psyquis (1908) y la Historia de la filosofía española, de la cual no llegó a publicar sino los dos primeros tomos, que abarcan los periodos primitivos, hispanorromano, visigótico e hispanohebraico hasta el siglo XII.

## Obras

### Sobre leyes
- Concepto y teoría del Derecho (estudio de Metafísica jurídica), Victoriano Suárez, Madrid 1897, 216 págs.
- Los Gobiernos de partido, Madrid, 1898
- Estudios jurídicos: Gérmenes del feudalismo en España, Madrid 1898.
- De la naturaleza y significación de los Concilios Toledanos, Madrid 1898.
- Sobre los efectos de la voluntad unilateral (propia o ajena) en materia de obligaciones mercantiles, Madrid 1901.
- Estudios jurídicos: Aguas, Minas y Montes, Madrid 1901.
- Método para el estudio de la Filosofía del Derecho, Montevideo 1901.
- Plan de Derecho Mercantil de España y de las principales naciones de Europa y América, Madrid, 1903.
- Derecho mercantil español (contestaciones al Programa para oposiciones al Notariado), Biblioteca de Revista Jurídica (vol. 4), Madrid 1904.
- Derecho mercantil de España y de las principales naciones de Europa y América, Valencia 1903-1904.
- Un laboratorio de Derecho (Cuestiones teórico-prácticas resueltas en la clase de Derecho Mercantil de la Universidad de Valencia durante el curso de 1903 a 1904), Biblioteca de Revista Jurídica (bol. VII), Madrid 1904.
- La crisis de la soberanía nacional y el fantasma de la representación parlamentaria, Madrid, 1916.
- El delito colectivo. Estoicismo y libertad. El derecho internacional positivo, Madrid 1916.

### Traducciones
- Jaime Fitzmaurice-Kelly, Historia de la Literatura Española desde los orígenes hasta el año 1900. Traducida del inglés y anotada por Adolfo Bonilla y San Martín. Con un estudio preliminar por Marcelino Menéndez y Pelayo, La España Moderna (Biblioteca de Jurisprudencia, Filosofía e Historia), Madrid, 1901.
- Platón, Ion. Diálogo platónico, traducido del griego por Afanto Ucalego, con un estudio preliminar acerca de las traducciones de Platón en lengua castellana, Madrid 1901.

### Ediciones de textos
- "Clarorum hispaniensium epistolae ineditae ad humaniorum litterarum historiam pertinentes. Edidit, notationesque aliquot adiecit" Excerpta de Revue Hispanique, VIII, París 1901.
- Agustín de Rojas Villandrando, El viaje entretenido (reproducción de la primera edición completa de 1604, ed. de Adolfo Bonilla y San Martín), Colección de libros picarescos (tomos III-IV), Madrid 1901, 304 y 276 págs.
- Luis Vélez de Guevara, El diablo cojuelo (reproducción de la edición príncipe de Madrid 1641. ed. de Adolfo Bonilla y San Martín), Librería de Eugenio Krapf, Vigo, 1902.
- Juan Valladares de Valdelomar, Cavallero venturoso, ed. Adolfo Bonilla y San Martín (en colaboración con Manuel Serrano y Sanz), Colección de libros picarescos (tomos V-VI), Madrid 1902).
- Perálvarez de Ayllón y Luis Hurtado de Toledo, Comedia Tibalda, ahora por primera vez publicada según la forma original por A. Bonilla y San Martín, Bibliotheca Hispánica (tomo XIII), Barcelona-Madrid 1903.
- Libro de los engaños y los asayamientos de las mugeres, publícalo A. Bonilla y San Martín, Bibliotheca Hispánica (tomo XIV), Barcelona-Madrid 1904.
- Libros de caballerías, 2 vols. Bailly-Bailliére (Nueva Biblioteca de Autores Españoles, bajo la dirección de Menéndez Pelayo, tomos 6 y 11), Madrid 1907-1908 [La 1.ª parte contiene el ciclo artúrico (Baladro, Demanda del sancto Grial, Tristán de Leonis, Tablante de Ricamonte) y el ciclo carolingio (Cuento del emperador Carlos Maynes); la 2.ª parte contiene el ciclo de los Palmerines (Palmerín de Inglaterra) y extravagantes (La destrucción de Jerusalén, Roberto el Diablo, Clamades y Clarmonda, Oliveros de Castilla, Rey Canamor, Conde Partinuple).]
- Colección Oro viejo, Madrid 1909, 2 vols. Publicados por "El Bachiller Mantuano" [= Bonilla]: 1. Entremeses del siglo XVI atribuidos al Maestro Tirso de Molina; 2. Vejámenes literarios por D. Jerónimo de Cáncer y Velasco.
- Yehuda Ha-Levi, Cuzary, diálogo filosófico, publícalo Adolfo Bonilla, con un apéndice de Menéndez Pelayo, Victoriano Suárez (Colección de filósofos españoles y extranjeros, tomo 1.º), Madrid 1910.
- Luis Vélez de Guevara, El diablo cojuelo, ed. A. Bonilla y San Martín, Sociedad de Bibliófilos Madrileños (vol. II), Madrid 1910.
- Tristán de Leonís, edición de A. Bonilla y San Martín, Sociedad de Bibliófilos Madrileños (vol. VI), Madrid 1912.
- Clásicos de la literatura española (colección dirigida por Bonilla). Ruiz Hermanos, Madrid 1915-1917. 12 vols. (en todos los tomos: «publícalo Adolfo Bonilla y San Martín»): 1. La vida del Lazarillo de Tormes. 2. Juan Ruiz de Alarcón, No hay mal que por bien no venga. 3. Lope de Vega, Peribañez y el Comendador de Ocaña. 4. Antonio García Gutiérrez, El trovador. 5. Tirso de Molina, La villana de Vallecas. 6. La Historia de los dos enamorados (traducción de la Historia de duobus amantibus de Enea Silvio Piccolomini). (u. 7. Fr. Luis de León, La perfecta casada. 8. José Zorrilla, Sancho García. 9. Lope de Rueda, Registro de representantes. 10. Antología de poetas de los siglos XIII-XV. 11. Flores de poetas ilustres de los siglos XVI y XVII. 12. Parnaso español de los siglos XVI y XVII.

### Filología
- Etimología de «Pícaro» (Nota), Tirada aparte de la Revista de Archivos, Madrid 1901.
- «El renacimiento y su influencia literaria en España», en La España Moderna, n.º 158 (febrero de 1902), pág. 84-100.
- «Algunas poesías inéditas de Luis Vélez de Guevara, sacadas de varios manuscritos», en Revista de Aragón, 1902s.
- Anales de la literatura española publicados por Adolfo Bonilla y San Martín (años 1900-1904), Est. tip. de la Viuda e Hijos de Tello, Madrid 1904.
- Silba de varia lección, función de desagravios en honor del insigne Lope de Rueda, desaforadamente comentado en la edición que de sus 'Obras' publicó la Real Academia Española, valiéndose de la péñola de D. Emilio Cotarelo y Mori, Madrid 1909.
- Bachiller Alonso de San Martín, Sepan cuantos... coroza crítica puesta a la execrable edición que de las obras de Lope de Rueda perpetró Don Emilio Cotarelo y Mori ya del todo colocada en la picota después de la 'Satisfacción a la Real Academia Española', que el mismo felibre tuvo la desgracia de concebir y dar a luz, Imprenta de Fortanet, Madrid 1910, 140 págs.
- Cervantes y su alma. Don Quijote y el pensamiento español. Los Bancos de Flandes. Las teorías estéticas de Cervantes, Madrid 1916.
- Las leyendas de Wagner en la Literatura Española, Madrid 1913.

### Filosofía
- El Arte simbólico (esbozo de una teoría de las formas artísticas), Madrid 1902.
- Luis Vives y la filosofía del Renacimiento, Madrid, 1903. (Obra premiada en público certamen por la Real Academia de Ciencias Morales y Políticas, con premio extraordinario y recompensa extraordinaria) [reeditada en Madrid 1929 por la Nueva Biblioteca Filosófica].
- Los mandamientos de Diógenes (ensayo de filosofía cínica), aprox. 1905.
- Don Quijote y el pensamiento español, Madrid 1905.
- Archivo de Historia de la Filosofía, n.º 1, Madrid 1905, opúsculo de 64 págs. Contiene de Bonilla: «Moderato de Gades, filósofo pitagórico español» (págs. 30-36), «Nietzsche y la Historia de la Filosofía» (pág. 40), «La idea del derecho en el lenguaje» (págs. 41-57).
- Juan Valera (decir antiguo), Barcelona 1905, folleto.
- Historia de la Filosofía Española (desde los tiempos primitivos hasta el siglo XII), Librería General de Victoriano Suárez (Biblioteca de Derecho y de Ciencias Sociales), Madrid 1908. [El colofón lleva fecha de 28 de enero de 1908.
- El mito de Psiquis (un cuento de niños, una tradición simbólica y un estudio sobre el problema fundamental de la filosofía), Biblioteca de Escritores Contemporáneos, Barcelona 1908. [Dedicado a Raymond Foulché-Delbosc.]
- Archivo de Historia de la Filosofía, n.º 2 [y último publicado], 1907, 104 págs. De Bonilla: «Sobre el hilo conductor de las categorías aristotélicas»; «La idea del tiempo en el lenguaje» págs. 62-66.
- «Erasmo en España. Episodio de la Historia del Renacimiento», en Revue Hispanique, París 1907. 107 págs.
- Historia de la Filosofía Española (siglos VIII-XII: judíos), Librería general de Victoriano Suárez (Biblioteca de Derecho y de Ciencias Sociales), Madrid 1911. [El colofón lleva fecha de 30 de junio de 1911.
- Coloquios filosóficos. Proteo o del devenir, Madrid 1914.
- Un antiaristotélico del renacimiento. Hernando Alonso de Herrera y su Breve disputa de ocho levadas contra Aristotil y sus secuaces, Bruges (Bélgica) 1921.
- Obras filosóficas, Espasa Calpe, Madrid 1929, 3 vols.
- La Metafísica y sus problemas, Universidad de Murcia 1922-23.

### Narrativa
- Bachiller Alonso de San Martín [= Adolfo Bonilla],'La Hostería de Cantillana (novela del tiempo de Felipe IV), B. Rodríguez Serra, Madrid 1902, 350 págs., con numerosos dibujos de R. Marín (en colaboración con D. Julio Puyol y Alonso). Segunda edición, Biblioteca Renacimiento, Madrid, 1911.
- Viaje a los Estados Unidos de América y al Oriente. Con un prólogo de Julio Puyol, Real Academia de Ciencias Morales y Políticas, Madrid 1926.

### Artículos de revista
- 1901 - Nuestras costumbres,. por el Licenciado Pedro Gotor de Barbáguena. -Madrid, 1900.[artículo publicado en: La España Moderna reed. Analecta editorial, 2013]
- 1902 - El Renacimiento y su influencia literaria en España.[artículo publicado en: La España Moderna reed. Analecta editorial, 2013]
- 1908 - El pensamiento de Espronceda.[artículo publicado en: La España Moderna reed. Analecta editorial, 2013]
- 1908 - De lingüística regional y sus concomitancias.[artículo publicado en: La España Moderna reed. Analecta editorial, 2013]